# Yeditepe, Yayladağı
Yeditepe là một thị trấn thuộc huyện Yayladağı, tỉnh Hatay, Thổ Nhĩ Kỳ. Dân số thời điểm năm 2011 là 2.055 người.